# تاو ترازو
تاو ترازو یک ستاره است که در صورت فلکی ترازو قرار دارد.